# المذهب الفعلي

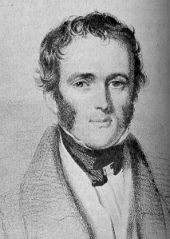
تشارلز لايل

المذهب الفعلي في الفلسفة التحليلية الرأي القائل بأن كل شيء موجود هو شيء فعلي أي موجود بالفعل لا بالقوة. والصياغة الأخرى للأطروحة أن مجال القياس الكمي غير المقيد يعم جميع الموجودات الفعلية لا غير.